# Oxychlorure de bismuth
L'oxychlorure de bismuth est un composé inorganique du bismuth de formule BiOCl. Il est obtenu par extraction depuis le minéral bismoclite (en) ou par synthèse. Présent sous forme d'une poudre blanche, celui-ci est principalement utilisé dans les cosmétiques pour son aspect brillant perlé et sa bonne adhérence sur la peau. Des usages sont aussi en cours de recherche en Chine pour son rôle dans la dépollution de l'eau.

## Structure
La structure de l'oxychlorure de bismuth peut être considérée comme constituée de couches d'ions Cl-, Bi(3+) et O(2-) (dans l'image : Bi = gris, O = rouge, Cl = vert). Ces ions sont ordonnés comme Cl–Bi–O–Bi–Cl–Cl–Bi–O–Bi–Cl, c'est-à-dire avec une alternance d'anions Cl-, O(2-)) et de cations Bi(3+)). La structure en couches donne lieu aux propriétés nacrées de ce matériau.
Concernant l'environnement de coordination des ions individuels, les centres bismuth adoptent une géométrie de coordination antiprisme carré déformée. Un atome Bi est coordonné à quatre atomes Cl, formant l'une des faces carrées, chacun à une distance de 3,06 Å de Bi, et à quatre atomes O formant l'autre face carrée, chacun à une distance de 2,32 Å de Bi. Les atomes O sont coordonnés de façon tétraédrique à quatre atomes Bi.

## Synthèse et réactions
BiOCl se forme lors de la réaction du chlorure de bismuth avec l'eau, c'est-à-dire l'hydrolyse :
BiCl3 + H2O → BiOCl + 2 HCl
Lorsqu'il est chauffé au-dessus de 600°C, BiOCl se convertit en Bi24O31Cl10, appelé le "composé de Arppe" qui a une structure en couches complexe,.

## Utilisation comme agent dépolluant
L'oxychlorure de bismuth est un photocatalyseur qui dégrade la matière organique lorsqu'exposé aux ultraviolets sous la forme d'une réaction d'oxydoréduction. Des recherches sont en cours pour déterminer sa capacité à dépolluer les eaux usées en attaquant certains micropolluants organiques (hydrocarbures, substances médicamenteuses, pesticides...) qui n'arrivent pas à être éliminés correctement à l'heure actuelle par les stations d'épuration. Cela permettrait de réduire la pollution des cours d'eau où ces molécules s'accumulent et se retrouvent dans le cycle de l'eau et dans la chaîne trophique.
Dans un rôle de dépollution, l'oxychlorure de bismuth présente certains avantages clés tant économiques qu'écologiques : 
- La molécule n'est pas soluble dans l'eau. Elle peut donc être filtrée lors d'un cycle d'épuration sans finir dans l'environnement.
- La molécule possède une structure très résistante aux fortes températures et aux pH acides. Cela lui permet d'être conservée dans le temps et d'être réutilisée de nombreuses fois.
- La molécule est activée lorsqu'elle est exposée à des rayons UV. Ces rayons UV sont présents naturellement dans la lumière naturelle. L'usage de l'énergie solaire présente alors un intérêt quant à la quantité d'énergie nécessaire lors du cycle de traitement.

Des recherches supplémentaires doivent être réalisées pour démontrer l'efficacité technologique de la molécule (spectre d'action/efficacité de dégradation) ainsi que sur la viabilité économique de la technologie.